# Leonard Darwin
Pour les articles homonymes, voir Darwin.
Leonard Darwin, né à Down House, Downe, dans le borough londonien de Bromley, le 15 janvier 1850, et mort à Londres le 26 mars 1943, est le quatrième fils et huitième enfant du naturaliste anglais Charles Darwin et de sa femme Emma. Il fut un soldat, un homme politique, un économiste, un eugéniste, ainsi que le mentor du statisticien et biologiste de l'évolution Ronald Fisher.

## Biographie
Né au sein de la famille Darwin-Wedgwood, il se considère lui-même comme le moins intelligent de sa fratrie. Alors que Frank, George et Horace sont tous membres de la Royal Society, il est envoyé à la Clapham School en 1862.
Darwin rejoint le Corps des ingénieurs royaux en 1871. Entre 1877 et 1882, il travaille pour l'Intelligence Division du ministère de la Guerre. Il participe à plusieurs missions scientifiques, notamment celles des transits de Vénus de 1874 et de 1882.
En 1890, il est promu au rang de major. Après avoir quitté l'armée, il est député du parti de l'Union libérale de la circonscription de Lichfield dans le Staffordshire (son grand-père Josiah Wedgwood II avait également été député) de 1892 à 1895. Il écrit alors abondamment sur les évènements économiques quotidiens, le bimétallisme, la réforme de la monnaie indienne et le commerce municipal.

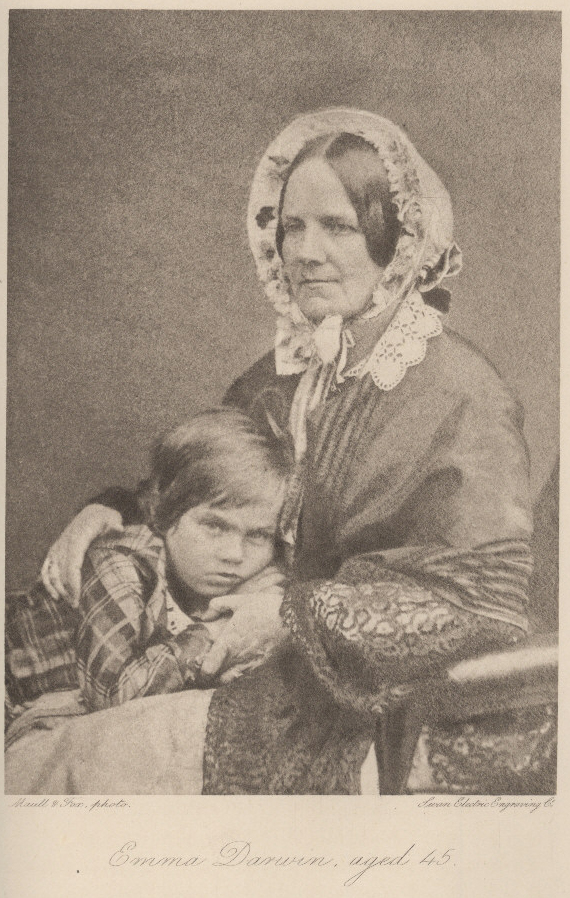
Leonard, enfant, avec sa mère, Emma Darwin

En juillet 1882, il se marie avec Elizabeth Frances Fraser, qui meurt en janvier 1898. En 1900, il se remarie avec sa cousine germaine Charlotte Mildred Massingberd (1868–1940), fille d'Edmund Langton (1841-1875) et de sa seconde femme Charlotte Wedgwood. Ils partagent ainsi un même ancêtre, leur grand-père maternel, Josiah Wedgwood II. Le grand-père paternel de Charlotte Massingberd est Charles Langton (1801–1886), qui avait lui aussi épousé une sœur de Charles Darwin, Emily Catherine Darwin, après la mort de Charlotte Wedgwood. Puisque Charles Darwin et Emma Wedgwood étaient cousins, Charlotte Massingberd était aussi sa cousine du côté de son père. Il n'eut aucun enfant de ces deux mariages.
Succédant à son cousin Francis Galton, Leonard Darwin est président de la British Eugenics Society (actuellement Galton Institute) entre 1911 et 1928, puis président honoraire de 1928 jusqu'à sa mort. Membre de la Royal Geographical Society de 1908 à 1911, il en devient ensuite le président. En 1912, il est docteur en science honoris causa de l'université de Cambridge.
Darwin joua un rôle important dans la vie du généticien et statisticien Ronald Fisher, le soutenant intellectuellement, moralement et parfois financièrement. Lorsque Fisher fut élu à la Royal Society en 1929, Darwin le félicita et Fisher écrivit en réponse : « Je savais que vous seriez heureux, et votre plaisir me fait du bien : c'est presque comme si mon père était encore en vie. » Darwin traita toujours Fisher avec beaucoup de générosité. Ainsi, en 1929, alors que Fisher venait de quitter la Royal Statistical Society à la suite d'un désaccord, Darwin fit en sorte de lui offrir une place à vie dans la Société. L'ouvrage de Fisher, The Genetical Theory of Natural Selection, paru en 1930, est dédié à Leonard Darwin. Après la mort de Darwin en 1943, Fisher écrit à la nièce de Darwin, Margaret Keynes : « Mon très cher ami Leonard Darwin... était certainement l'homme le plus aimable et le plus sage que j'ai jamais connu ».

## Sources
- (en) Cet article est partiellement ou en totalité issu de l’article de Wikipédia en anglais intitulé « Leonard Darwin » (voir la liste des auteurs).